# Línea 61 (Media Distancia)
La línea 61 (Alicante - Jaén) era una línea ferroviaria realizada por servicios MD que recorría la mitad sur de España.  Discurría por vías convencionales electrificadas a 3 000 V CC de ancho ibérico, pertenecientes a Adif. Es operada por la sección de Media Distancia de Renfe Operadora mediante trenes Serie 449.
En la actualidad no existe esta línea en los mapas de Renfe, habiendo sido sustituida por la 58 y 45 (con trasbordo en Alcázar de San Juan)

## Recorrido
La duración aproximada del trayecto es de 5 horas y 15 minutos entre Alicante y Jaén, y de 3 horas y 40 minutos en los servicios entre Albacete y  Jaén.